# 加拿大葡萄酒
加拿大葡萄酒的主要產地是不列顛哥倫比亞和安大略省的南部地區。此外在魁北克南部和新斯科舍省也有越來越多的小規模葡萄酒生產者。加拿大的許多葡萄酒產區都生產冰酒。據2002年統計，加拿大的葡萄酒產量是75900000升，佔全世界的0.3%。艾伯塔省、薩斯喀徹溫省、曼尼托巴省由於天氣寒冷不適合生產葡萄酒，主要生產果酒。